# Hong Jin-kyung
Hong Jin-kyung (em coreano: 홍진경; nascida em 23 de dezembro de 1977) é uma empresária, modelo, apresentadora, comediante e atriz sul-coreana. Ela participou da série de televisão My Love from the Star (2013), Legend of the Blue Sea (2016), e estrelou o programa de variedades Off to School (2014). Ela ficou conhecida pela primeira vez devido ao seu negócio de fabricação de Kimchi, que começou com a receita de sua mãe.
De 2016 a 2017, ela fez parte do elenco do Sister's Slam Dunk da KBS2.

## Filmografia

### Variedade/reality shows
| Ano  | Rede | Título               | Função           | Nota(s)                            |
| ---- | ---- | -------------------- | ---------------- | ---------------------------------- |
| 2014 | SBS  | Magic Eye            | Convidada        |                                    |
| 2014 | SBS  | Fashion King Korea   | Convidada        |                                    |
| 2015 | MBC  | Infinite Challenge   | Ela própria      | Ep. 416–417, 420–424, 446, 448-451 |
| 2015 | JTBC | Off to School        | Convidada        |                                    |
| 2015 | JTBC | Non-Summit           | Convidada        | Ep. 59                             |
| 2015 | MBC  | My Little Television | Webcast host     | Ep. 5-6                            |
| 2016 | KBS2 | Sister's Slam Dunk   | Membro do elenco |                                    |
| 2016 | SBS  | Running Man          | Convidada        | Ep. 309 310                        |
| 2017 | KBS2 | Sister's Slam Dunk 2 | Membro do elenco |                                    |
| 2018 | MBC  | Creaking Heroes      | Membro do elenco |                                    |
| 2020 | tvN  | Friday Joy Package   | Membro do elenco |                                    |
| 2020 | SBS  | All the Butlers      | Convidada        | Ep. 125                            |

### Séries de televisão
| Ano       | Título                 | Função                       | Rede |
| --------- | ---------------------- | ---------------------------- | ---- |
| 2013–2014 | My Love from the Star  | Hong Hye-in (Hong Bok-ja)    | SBS  |
| 2016–2017 | Legend of the Blue Sea | Amiga sem-teto de Shim Chung | SBS  |

### Filme
| Ano  | Título                       | Função                      | Nota(s) |
| ---- | ---------------------------- | --------------------------- | ------- |
| 1995 | Declaration of Genius        |                             |         |
| 2017 | Hong Jinkyung Show: Was Will | Escritora e líder principal |         |